# Chelonus eucosmae
Chelonus eucosmae är en stekelart som beskrevs av Mccomb 1968. Chelonus eucosmae ingår i släktet Chelonus och familjen bracksteklar. Inga underarter finns listade i Catalogue of Life.